# Corinne Charles
 (juillet 2011).
Si vous disposez d'ouvrages ou d'articles de référence ou si vous connaissez des sites web de qualité traitant du thème abordé ici, merci de compléter l'article en donnant les références utiles à sa vérifiabilité et en les liant à la section « Notes et références ».
Corinne Charles est une historienne de l'art française.
Elle est spécialiste de l'histoire du mobilier et des arts appliqués du Moyen Âge à l'époque contemporaine.

## Ouvrages
- Hay más en ti. Imágines de la mujer en la Edad Media (siglos XII-XV), Bilbao, Musée de Bilbao, 2011  (ISBN 978-84-96763-29-6)
- Théophile Robert (1879-1954). A la recherche de l'harmonie, Hauterive, Ed. Gilles Attinger, 2008  (ISBN 978-2-88256-186-2)
- Pharmacies et pharmaciens en Suisse romande aux XVe – XVIe siècles, Genève, Ed. Université de Genève, 2005  (ISBN 2-8399-0047-5)
- Victor Hugo, visions d'intérieur : du meuble au décor, Paris, éditions Paris-Musées, 2003  (ISBN 2-87900-768-2)
- Stalles sculptées du XVe siècle. Genève et le duché de Savoie, Paris, éditions Picard, 1999  (ISBN 2-7084-0574-8)